# Tmeticus
Tmeticus és un gènere d'aranyes araneomorfes de la subfamília dels erigonins, dins de la família Linyphiidae. Es poden trobar a la zona holàrtica: Europa, Nord-amèrica, Sibèria, Àsia oriental, i els Urals:
Fou descrit per primera vegada per Anton Menge l'any 1868.

## Llista d'espècies
Segons The World Spider Catalog 12.0:
- Tmeticus affinis (Blackwall, 1855) (Espècie tipus) – Europa, Rússia, Mongòlia, Canadà
- Tmeticus brevipalpus Banks, 1901 – USA
- Tmeticus maximus Emerton, 1882 – USA
- Tmeticus neserigonoides Saito & Ono, 2001 – Japó
- Tmeticus nigerrimus Saito & Ono, 2001 – Japó
- Tmeticus nigriceps (Kulczyński, 1916) – Rússia (Urals)
- Tmeticus ornatus (Emerton, 1914) – USA, Canadà
- Tmeticus tolli Kulczyński, 1908 – Rússia, Mongòlia, Xina
- Tmeticus vulcanicus Saito & Ono, 2001 – Corea, Japó